# 鄂尔多斯伊金霍洛国际机场
鄂爾多斯伊金霍洛国际机场是一个位于中国内蒙古自治区鄂尔多斯伊金霍洛旗布爾台格鄉滿家廟的4E级民航支线机场，由內蒙古民航機場集團公司名下的鄂爾多斯機場管理有限公司管理。
2016年11月29日，鄂尔多斯国际航空口岸对外开放新闻发布会宣布机场升级，正式更名为鄂尔多斯伊金霍洛国际机场。

## 歷史
鄂爾多斯機場前身為東勝機場，鄂爾多斯於1959年修建東勝機場，主要用作橫越黃河之用，只能供Y-5飛機起落，不過隨著包頭黃河大橋的落成，東勝機場承擔的責任已大不如前，故機場於1983年10月停航。

## 興建
2005年3月25日國務院中央軍委通過批准內蒙古自治區人民政府遷建鄂爾多斯民用機場的申請，預算機場的投資額為1.53億元人民幣，跑道長1800米，寬45米，可供多尼爾328、運-12E、衝8等支線飛機升降。機場的修建工程由內蒙古西蒙集團及神東天隆公司負責，是內地第一家由民營企業投資建設的民航機場，建築工程歷時兩年，實際投資額為3.5億元，飛行區等級為4C級，跑道實際長2,400米，寬45米，可供波音737—800及以下機型起降。機場於2007年6月5日完成飛行校驗，于7月26日正式重新通航。

## 擴建
鄂爾多斯機場自建成通航以来，旅客人数快速增長，超出了原先設計的旅客吞吐量，故機場的扩建工程早于2008年着手展开，並於2009年得到華北民航局的批准。新航站楼工程于2013年1月30日投入使用。航站楼建筑面积10.03万平方米，可满足1200万人次旅客吞吐量需求。航站楼设有13部廊桥，站坪机位14个。楼内现有A、B两座值机岛，值机柜台32个，国内旅客安检双通道7条，国际旅客安检单通道3条，贵宾厅面积1万平方米，共有休息室34间。

## 使用情况
鄂爾多斯機場原定設計至2015年，年旅客吞吐量為27萬人次。不過在2008年，機場的旅客吞吐量已突破30萬人次，遠超過興建時的預計吞吐量，至2009年，機場的旅客增長數為53.7%，實際人次為47萬2656人次，全國排第66位，2010年頭半年，機場的客量及貨量增長率依然強勁，兩者分別為57.3%及65%，同年9月，機場客運量更首次突破50萬人次。
2011年11月9日，鄂尔多斯机场机场吞吐量突破100万人次。
2017年，鄂尔多斯机场年客流量为2,105,842人次，较上年增长23.4%。
由于硬件设施先进、气象条件优越、空域及净空条件良好、日可供飞行训练时间充足、距离主要航空公司基地较近等优势，鄂尔多斯机场现为中国国际航空、首都航空、中国联合航空、海南航空等航空公司的训练基地。
鄂尔多斯机场曾在2015被Skytrax评为四星级机场，是中国第8家获得该殊荣的机场。
2016年鄂尔多斯机场成功保障了波音787-9和波音747-400等大型客货机任务，成为华北地区除省会机场外首个具备大型客机与货机保障能力的支线机场。

## 航点

### 境內航線
| 航空公司           | 目的地 |
| ------------------ | --- |
| 中国联合航空（KN） | 北京/大兴、南京、石家庄、成都、长沙、南昌、烟台、温州（經停邯郸）、厦门（經停济宁）、南昌（經停南阳）                                    |
| 中国东方航空（MU） | 上海/浦东、哈尔滨、昆明、西安、长春、武汉、济南、青島、烟台、无锡/蘇州、兰州、大连、广州（经停西安）、南昌（经停西安）、珠海（经停南京） |
| 中国南方航空（CZ） | 深圳（经停郑州）、广州（经停郑州）、三亚（经停郑州）                                                                                     |
| 华夏航空（G5）     | 重庆、呼和浩特、大连、吕梁 |
| 中国国际航空（CA） | 北京/首都、杭州 |
| 四川航空（3U）     | 成都、沈阳 |
| 幸福航空（JR）     | 太原、银川 |
| 天津航空（GS）     | 天津、乌鲁木齐 |
| 江西航空（RY）     | 郑州 |

### 港澳台/國際航線
| 航空公司           | 目的地                                                                        |
| ------------------ | ----------------------------------------------------------------------------- |
| 中国联合航空（KN） | 烏蘭巴托、清州（季節性）、濟州（季節性）、務安（季節性）、首爾/仁川（季節性） |
| 中国东方航空（MU） | 香港（經西安）                                                                |
| 匈奴航空（MR）     | 乌兰巴托                                                                      |
| 馬印航空（OD）     | 吉隆坡（季節性）                                                              |